# 国際両備フェリー
国際両備フェリー株式会社（こくさいりょうびフェリー）は、岡山県岡山市中区に本社、香川県小豆郡小豆島町に本店がある海運会社。岡山市・新岡山港と小豆島・土庄港、高松市・高松港と小豆島・池田港を結ぶフェリー航路を運航している。

## 沿革
両備フェリーは、1928年に設立された南備海運合資会社を起源としている。1949年に南備海運株式会社が設立され、1960年に南備海運株式会社は南備海運合資会社と合併した。1969年南備海運は、日の丸タクシーと合併し両備運輸となる。2007年4月1日、両備運輸と両備バスが合併し両備ホールディングス株式会社となり、フェリー部門は両備ホールディングスの社内カンパニーの両備フェリーカンパニーとなる。2011年に両備フェリーとして分社化される。
国際フェリー株式会社は、1963年に設立され、2007年7月1日に両備ホールディングスが同社の全株式を取得し完全子会社化し、両備グループの企業となった。
2020年4月1日に国際フェリーが両備フェリーを吸収合併し、国際両備フェリーに商号を変更した。
さらに2020年8月31日をもって小豆島・草壁港を拠点とする内海フェリーからの支援要請に応える形で同社の全株式を取得し子会社化した。2021年4月には同社の航路を近隣の高松 -  池田（小豆島）航路に統合し経営の効率化を図ると共にオーキドホテルに隣接するサイクルステーション内に小豆島事業部を創設させ、ホテル料飲部門、港売店・船内売店、ホテル売店の運営管理を統合させ、経営の効率化を図ると共にモビリティ事業及びECサイト事業、地域商社事業への立上げに着手した。

## 事業所
- 本社・岡山航路事業部（旧両備フェリー）
  - 岡山県岡山市中区新築港9-1
- 本店・高松航路事業部（旧国際フェリー）
  - 香川県小豆郡小豆島町池田1-18
- 小豆島事業部・ホテル部（オーキドホテル）
- 小豆島事業部・ライフ＆リゾート部
  - 香川県小豆郡土庄町甲5165-216

## 航路
南備海運時代には岡山京橋を拠点として、岡山県下の瀬戸内海沿岸と小豆島、犬島、高松を発着する旅客船航路を運航していた。1964年に岡山港 - 土庄港のカーフェリー航路を開設した後、その他の航路は順次撤退し、これに一本化される形となった。一方の国際フェリーは、一貫して高松 - 小豆島の航路を運航していた。

### 就航中の航路
- 新岡山港 - 土庄港
1964年10月10日南備海運により開設[8]、1990年7月20日岡山の発着場所を新岡山港に変更[9]。
フェリー化当初は在来客船、1972年から2008年8月31日まで[10]は高速船（旅客船）も運航されていた。
四国フェリー[11]との共同運航[12]。
距離23.6km[13]、1日に8往復運航。所要時間は約70分。
- 高松港 - 池田港
1964年国際フェリーにより開設[14]。
当初は貨物フェリーとして運航開始、小豆島急行フェリーの航路として旅客化されるという複雑な経緯を辿っている。
距離22km[13]、1日に11往復運航。所要時間は約60分。

2018年10月1日から運賃の支払いにICOCA電子マネー（交通系ICカード全国相互利用サービス（PiTaPaを除く）の電子マネー機能）・楽天Edy・nanaco・WAON・iD・QUICPay・クレジットカード・デビットカードが使用できる。ただし、窓口でのチャージ（入金）はできない。

### 過去の航路
- 岡山京橋 - 土庄港
旅客船当時の主力航路で、1964年（フェリー航路開設以前）時点で一日10往復が運航されていた[16]。
- 岡山京橋 - 犬島 - 土庄港 - 高松港　ほかに直航便、区間便あり
- 岡山京橋 - 犬島 - 牛窓 - 日生港
- 日生港 - 犬島 - 土庄港 - 高松港
それぞれ1964年時点で一日1往復程度運航の旅客船航路[16]で、1968年時点では日生～高松のみが運航されていた[17]。
- 新岡山港 - 瀬戸大橋遊覧
- 新岡山港 - 牛窓 - 土庄港
1980年代から1990年代に運航されたデイクルーズ航路。

## 船舶

### 就航中の船舶

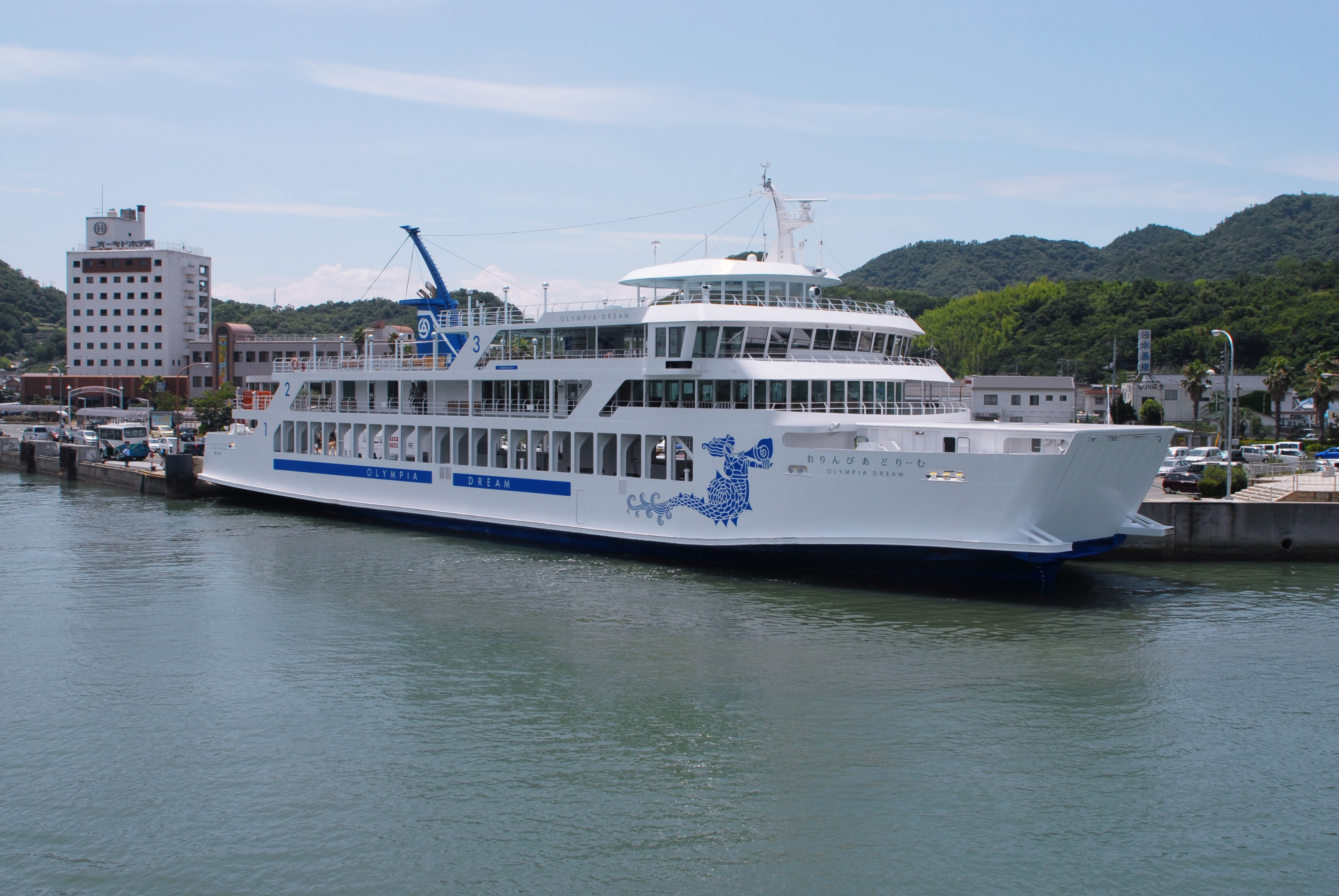
おりんぴあ どりーむ (土庄港)
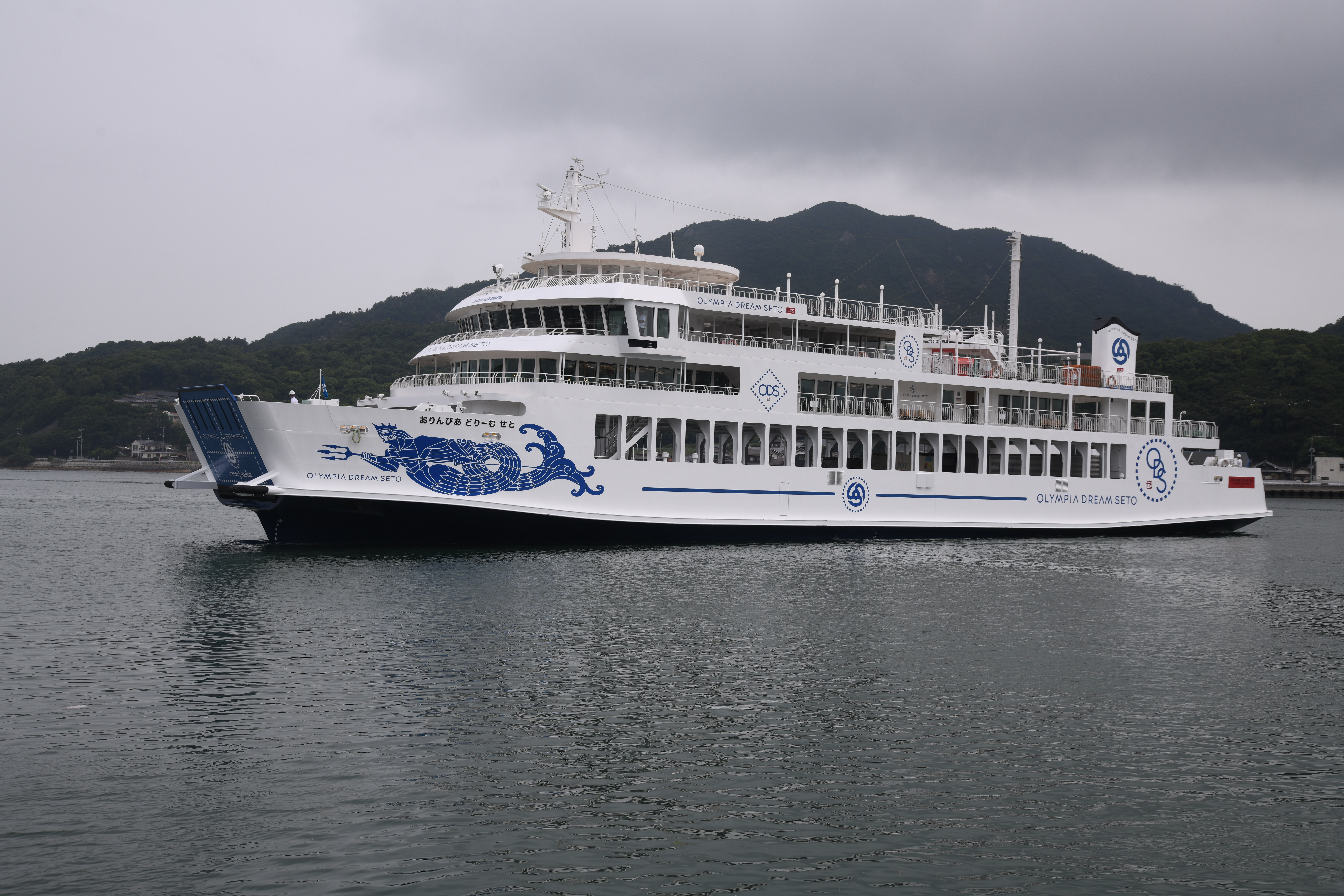
おりんぴあどりーむ せと (土庄港)
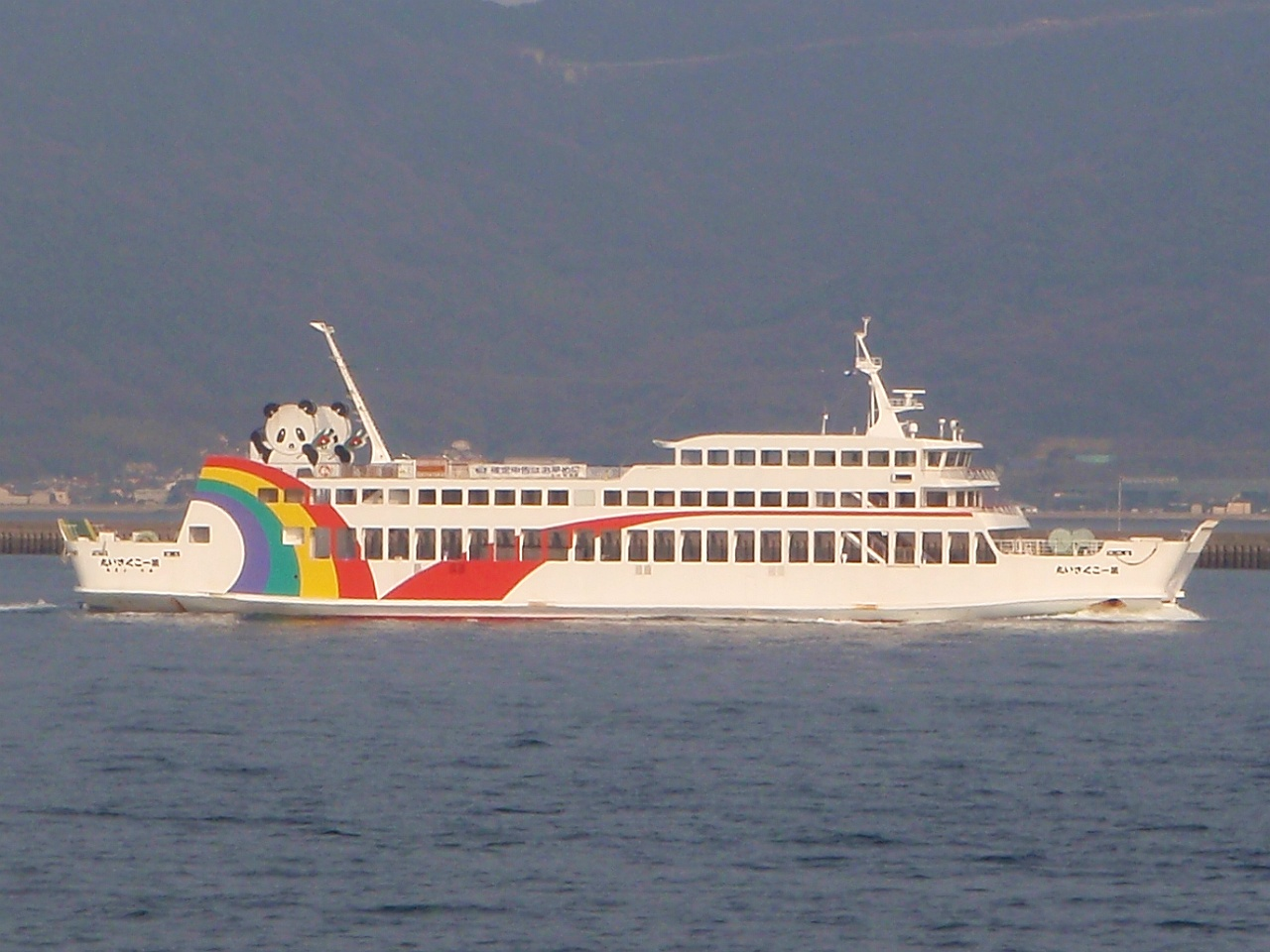
第一こくさい丸(パンダ) (高松港)
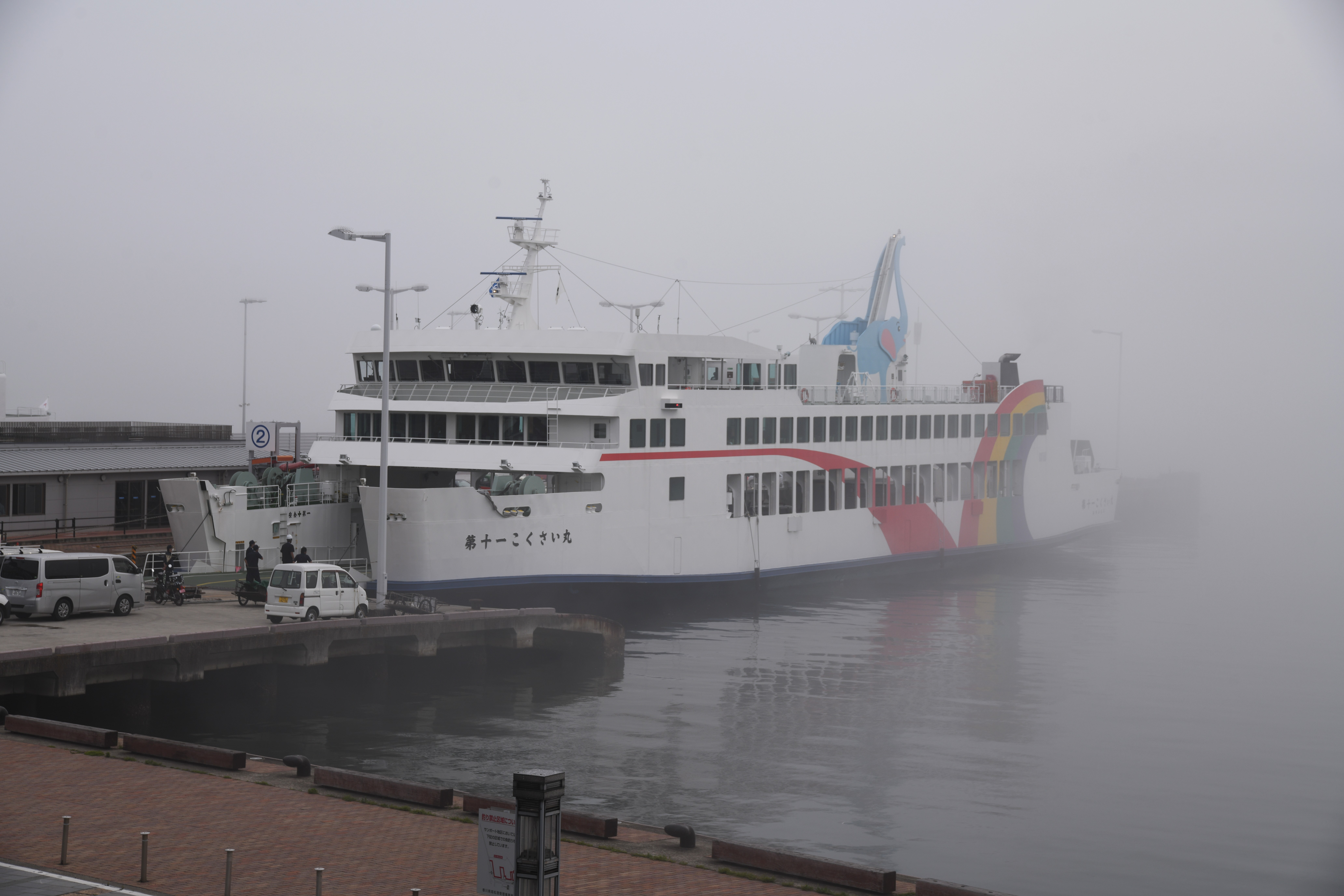
第十一こくさい丸(しまぞう) (高松港)

いずれの船舶も、甲板に子ども用遊具を備え、乳幼児連れの家族に配慮した内装となっている。
- 新岡山港 - 土庄港
1964年の東京オリンピックと同日に開設されたことから、この航路の歴代のフェリーはすべて「おりんぴあ」と命名されている[18]。また、第1船の「おりんぴあ」から、ギリシャ神話に登場する獣神が描かれており、これが伝統となっている。
おりんぴあ どりーむ[19]
2005年6月就航。967総トン。全長66.03m、全幅14.70m、出力3,200馬力、航海速力14ノット。
旅客定員500名。車両積載量：普通乗用車60台またはバス9台。藤原造船所建造。
屋上には、ブランコや、メリーゴーランド、ボルタリングが設置されている。
本船は、普段は新岡山港に係船されており、新岡山航路の臨時便やチャーター便でも活躍する。
おりんぴあ どりーむせと[19][20]
2019年5月1日就航[20]。942総トン[21]。全長60m、全幅14.7m、出力2,800馬力、航海速力13ノット[21]。
旅客定員500名[22]、座席定員229名[21]。車両積載量：普通乗用車60台または大型車10台[21]。
屋上には、ブランコや、すべりだい、チャギントンのミニトレインが設置されている。
本船は、普段は新岡山航路で運航されている。さらに、池田航路(第十一こくさい丸、第一こくさい丸)、四国汽船(なおしま、あさひ)の代船としても運航する。
※四国汽船の代船運航については、風戸航路の「せと」がドック入りした場合、「あさひ」が風戸航路に入り、代船(おりんぴあどりーむせと)が高松⇔宮浦⇔宇野航路に入る。さらに、「なおしま」「あさひ」のドック入りの代船も合わせて、年間に3度四国汽船の代船として運航する。
- 高松港 - 池田港
子どもが退屈しないように航路開設当時から、ゾウやカメ、キリンなど親しみやすいように工夫されており、ゾウのフェリーの屋上にはその動物の遊具がある。
第一こくさい丸（3代・通称：パンダ）
2007年6月竣工、同年7月1日就航。696.0総トン[19][23]、全長70.0m、幅13.7m、出力3,200馬力、航海速力15.0ノット（最大15.9ノット）。
旅客定員500名。車両積載数：乗用車55台。藤原造船所建造。
屋上デッキの煙突部分にパンダをかたどった外板を設置している。また、屋上にはパンダの遊具が設置されている。
第十一こくさい丸（2代・しまぞう）
2021年6月28日竣工、同年7月21日就航　1,213総トン　全長73.05m 幅15m 出力3,600馬力　定員500名　車両積載60台　藤原造船所建造。
屋上デッキにゾウをかたどったマストを設置している。また、屋上には、ブランコや、ゾウのメリーゴーランドが設置されている。
しまぞうという愛称は、公募で決まった。[24]
このクラスとして日本初前と後ろにエレベーターを設置した。また、今までのこくさい丸で初めて1000tを超えた。本船の設計は高島屋スペースクリエイツが担当。

- おりんぴあ どりーむ
(土庄港)
- おりんぴあどりーむ せと
(土庄港)
- 第一こくさい丸(パンダ)
(高松港)
- 第十一こくさい丸(しまぞう)
(高松港)

### 過去の船舶

#### 南備海運 → 両備運輸

##### 旅客船
- 南海丸（初代）[25]
15総トン。
八千代丸[25]
18総トン。牛窓 - 犬島 - 小豆島 - 高松航路に就航[26]。
千代田丸[27]
1931年7月進水、1940年7月1日買船[28]、37総トン、登録長18.3m、型幅3.3m、型深さ1.5m、木造、焼玉機関、出力57ps。
菊水丸[29]
1932年2月進水、25.59総トン、木造、焼玉機関、出力40ps、最大速力7.0ノット、旅客定員36名。
高千穂丸[29]
1937年6月進水、60.13総トン、木造、焼玉機関、出力140ps、最大速力7.5ノット、旅客定員88名。
第五幸丸[30]
1937年7月進水、1939年2月17日買船[31]、25総トン、木造、焼玉機関、出力57ps。
高砂丸[27]
1938年9月進水、39総トン、登録長17.9m、型幅4.1m、型深さ1.5m、木造、焼玉機関、出力73ps。
旭丸[32]
1944年6月進水、58.09総トン、登録長18.60m、型幅4.60m、型深さ1.48m、木造、焼玉機関、出力60ps、最大速力7ノット、旅客定員147名。岡造船鉄工所建造。
福丸[32]
1944年7月進水、48.84総トン、登録長19.50m、型幅4.73m、型深さ1.77m、木造、焼玉機関、出力60ps、最大速力6ノット、旅客定員24名。岡造船鉄工所建造。
高嶺丸[32]
1948年11月進水、63.26総トン、登録長23.40m、型幅4.56m、型深さ1.89m、木造、焼玉機関、出力200ps、最大速力10ノット、旅客定員142名。岡造船鉄工所建造。
みずほ丸[32]
1951年11月進水、75.71総トン、登録長22.40m、型幅4.73m、型深さ2.02m、木造、焼玉機関、出力150ps、最大速力9ノット、旅客定員247名。岡造船鉄工所建造。
はるな丸[32]
1954年7月進水、68.11総トン、登録長21.49m、型幅4.85m、型深さ1.93m、木造、焼玉機関、出力140ps、最大速力9ノット、旅客定員221名。岡造船鉄工所建造。
錦海丸[33]
建造年不詳、4.95総トン、木造、焼玉機関、出力15ps、航海速力6ノット、旅客定員20名。
君が代丸[32]
1955年3月進水、38.92総トン、登録長17.05m、型幅4.09m、型深さ1.52m、木造、焼玉機関、出力90ps、最大速力8ノット、旅客定員77名。岡造船鉄工所建造。
南海丸（2代）[32]
1956年9月進水、47.01総トン、登録長18.30m、型幅4.52m、型深さ1.76m、木造、焼玉機関、出力115ps、最大速力9ノット、旅客定員68名。岡造船鉄工所建造。
きりしま丸[32]
1958年4月進水、156.81総トン、登録長26.00m、型幅6.25m、型深さ2.58m、木造、ディーゼル、出力400ps、最大速力12ノット、旅客定員360名。岡造船鉄工所建造。
しょうどしま丸[32]
1961年6月進水、159.95総トン、登録長26.25m、型幅6.32m、型深さ2.78m、木造、ディーゼル、出力350ps、最大速力12ノット、旅客定員370名。岡造船鉄工所建造。特定船舶整備公団共有。

##### フェリー

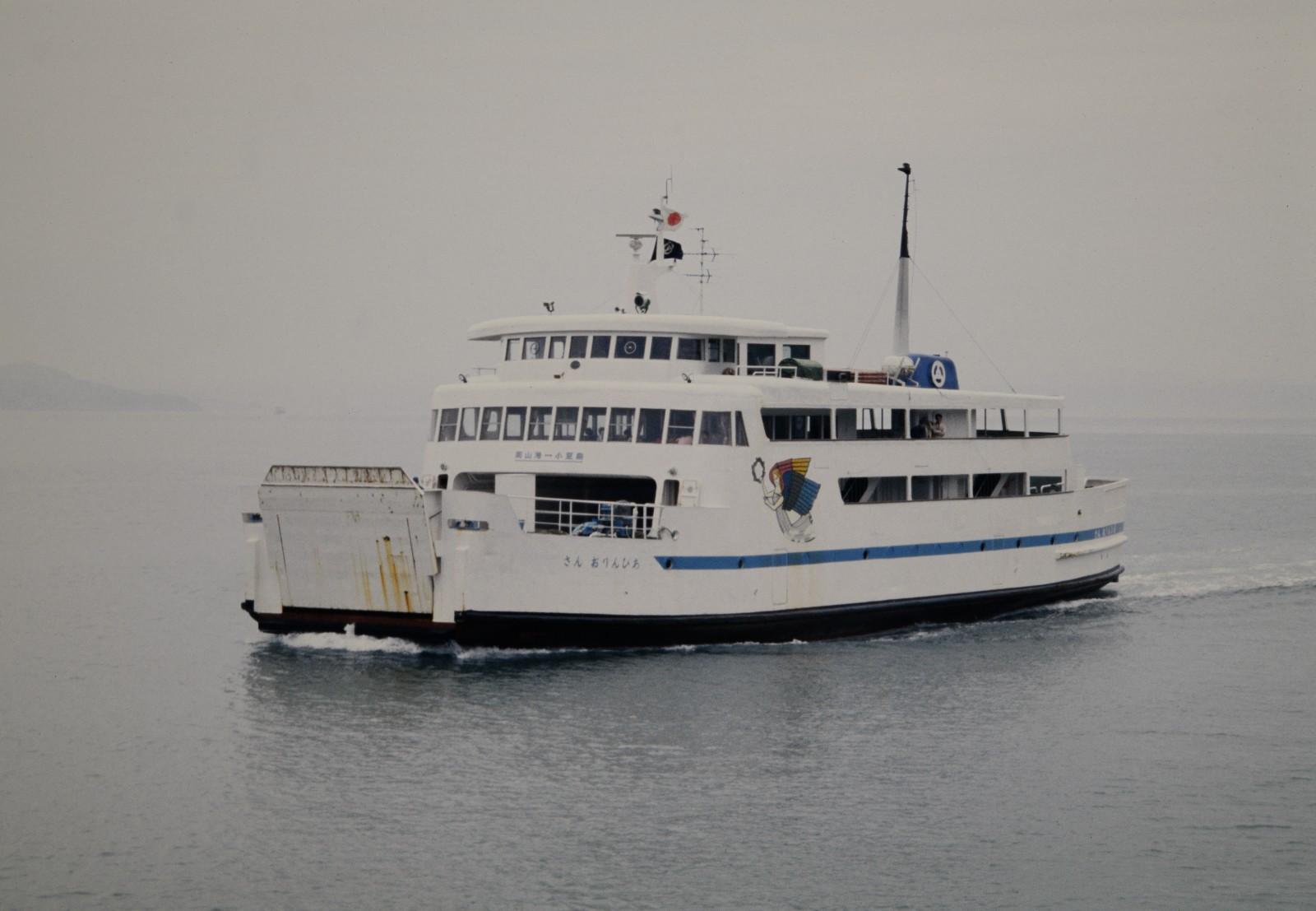
さん おりんぴあ(初代) (1986年5月）
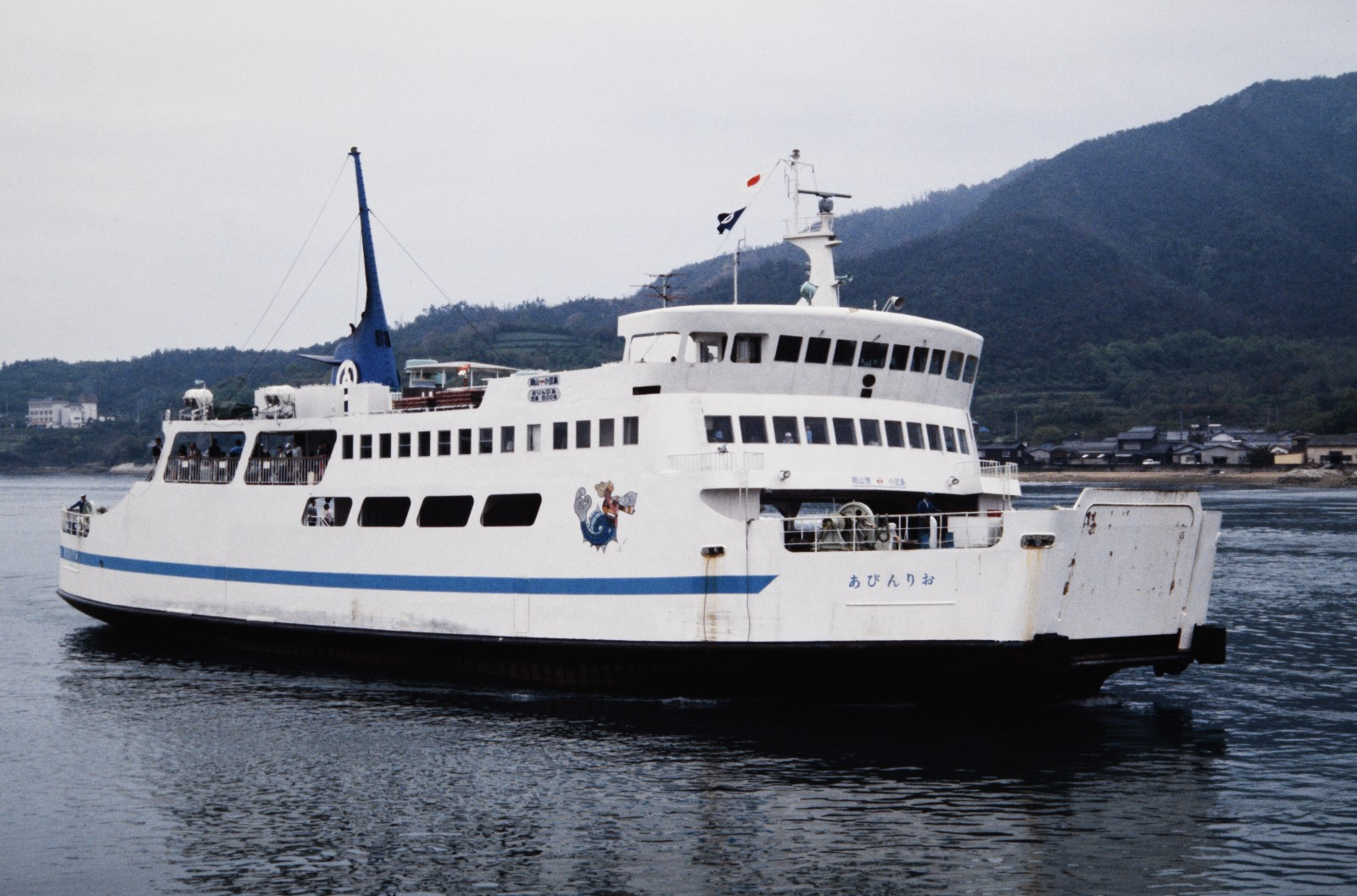
おりんぴあ(2代) (1986年5月）
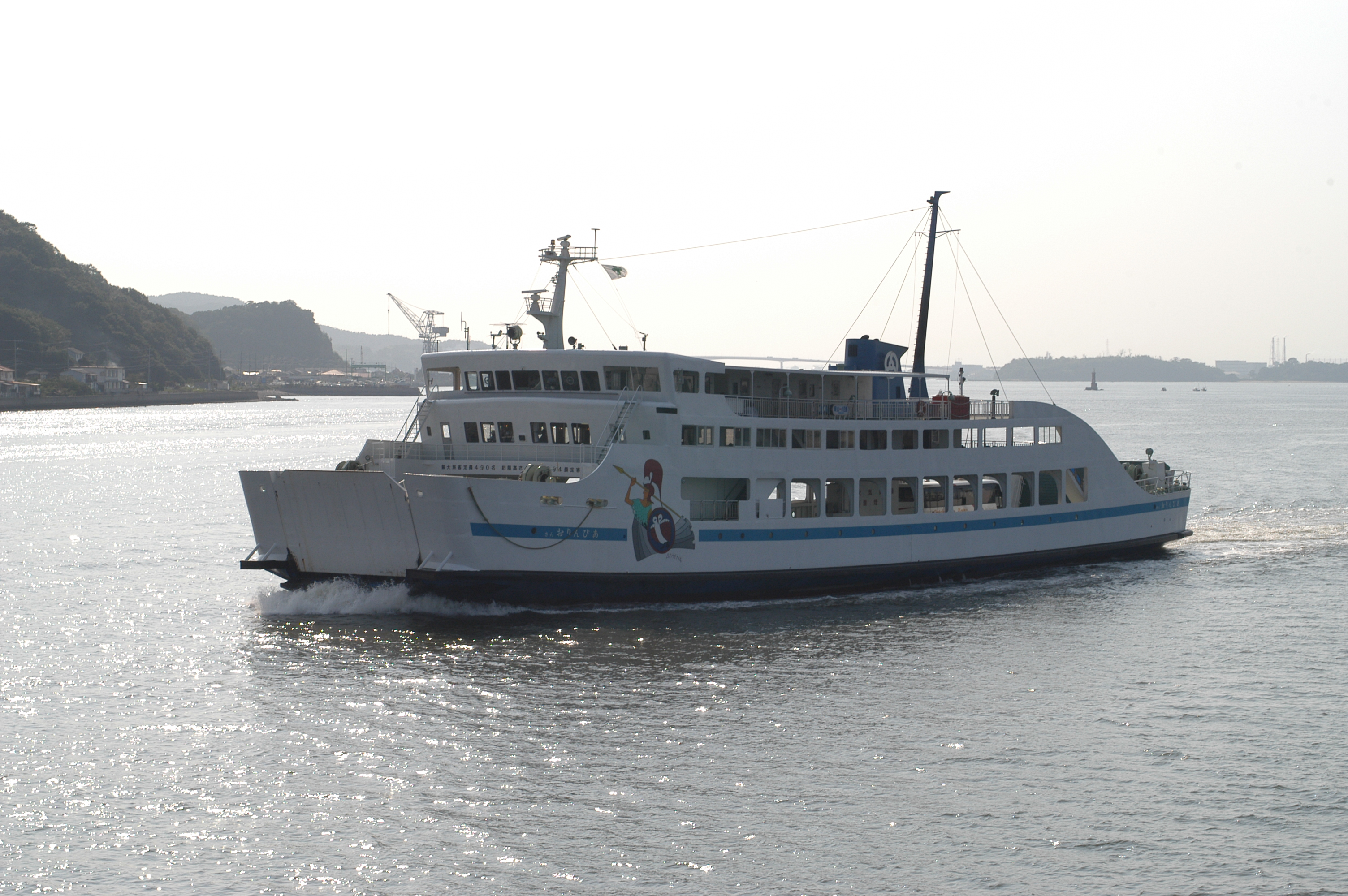
さん おりんぴあ(3代) (2003年9月）
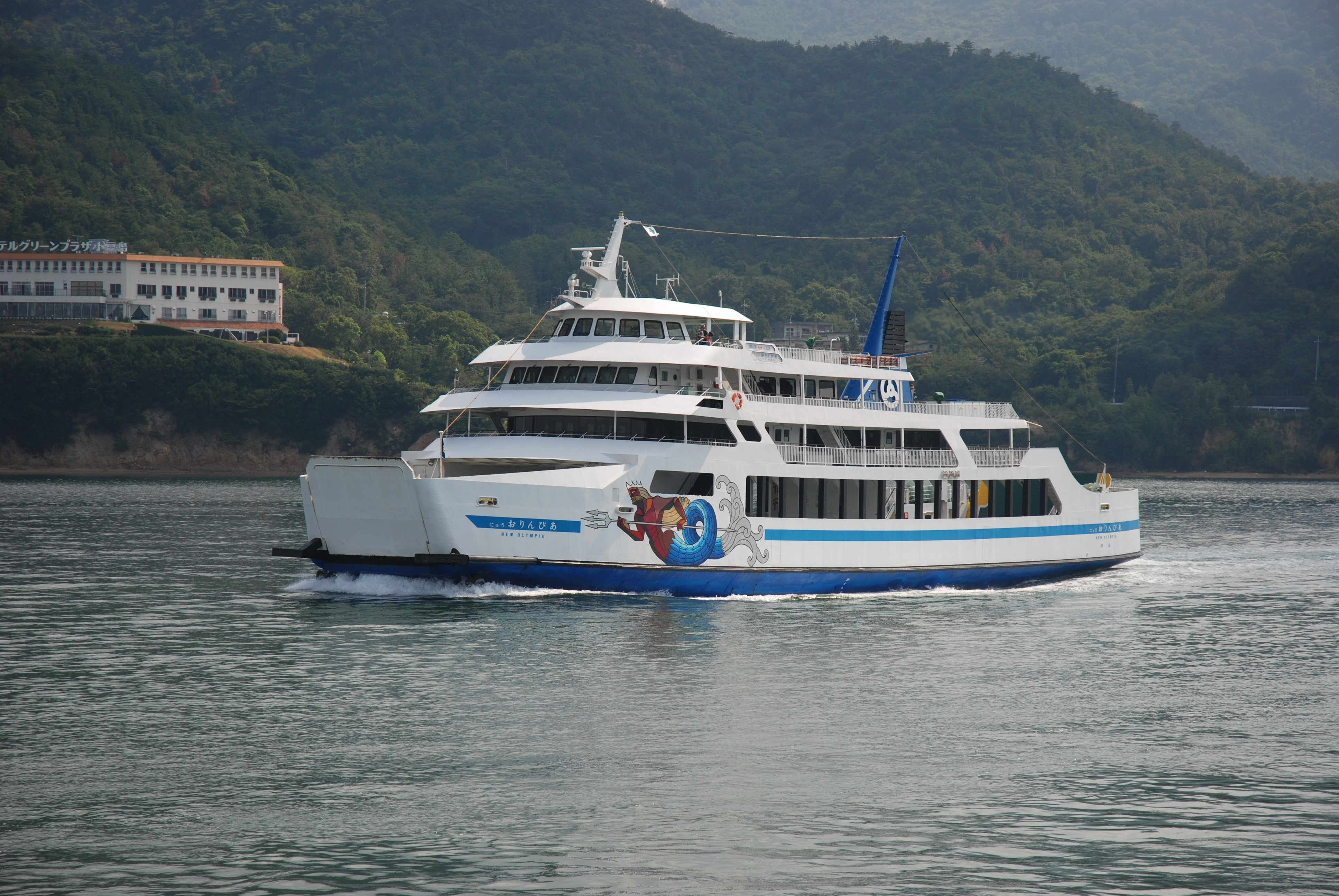
にゅう おりんぴあ(2代) (2007年9月)

- おりんぴあ（初代）
1964年10月就航。417.88総トン、全長38.87m、幅10.97m、出力900ps、航海速力12.3ノット。
旅客定員415名、乗用車25台。神田造船所建造。1981年日本船舶明細書より削除[34]。
にゅう おりんぴあ（初代）[35]
1967年3月22日竣工。341.54総トン、全長39.28m、型幅11.20m、型深さ3.45m、出力900ps、航海速力12.0ノット。
旅客定員400名。神田造船所建造。特定船舶整備公団共有。1980年4月むつ湾フェリーに売船[34]。
さん おりんぴあ（初代）
1972年3月就航。344.82総トン、全長38.6m、幅11.2m、出力1,000ps、航海速力12ノット。
旅客定員412名、乗用車25台。今村造船建造。1991年名鉄海上観光船に売船[34]。
しぃ おりんぴあ
1966年3月竣工、1972年10月買船・就航。587.02総トン、全長49.97m、幅13.4m、出力1.400ps、航海速力12.5ノット。
旅客定員710名、乗用車50台。金指造船建造。元東京湾フェリーとうきょう丸。1990年海外売船[34]。
おりんぴあ（2代）
1979年11月竣工・就航。606.3総トン、全長51m、幅13.85m、出力2,600ps、航海速力13ノット。
旅客定員480名、乗用車50台。神田造船所建造。2005年日本船舶明細書より削除[34]。フィリピンのサンタクララシッピング会社に売船。
さん おりんぴあ（2代）
1979年2月竣工、1989年8月買船・就航。641.18総トン、全長59.5m、幅14.0m、出力2,000ps、航海速力12ノット。
旅客定員480名、トラック22台。讃岐造船鉄工所建造。元四国フェリー第七十二玉高丸。1999年海外売船[34]。
さん おりんぴあ（3代）
1984年3月竣工、2001年買船・就航。763総トン、全長62.16m、幅14.2m、出力2,200ps、航海速力13.5ノット。
旅客定員490名、トラック22台。藤原造船所建造。元瀬戸内観光汽船ひなせ丸。2006年日本船舶明細書より削除[34]。
にゅう おりんぴあ（2代）
1988年6月竣工、同7月就航。690総トン、全長56m、幅14.0m、出力2,600ps、航海速力13ノット。
旅客定員480名、乗用車55台。神田造船所建造
2020年3月フィジーに売船[34]。

- さん おりんぴあ(初代)
(1986年5月）
- おりんぴあ(2代)
(1986年5月）
- さん おりんぴあ(3代)
(2003年9月）
- にゅう おりんぴあ(2代)
(2007年9月)

##### 高速船

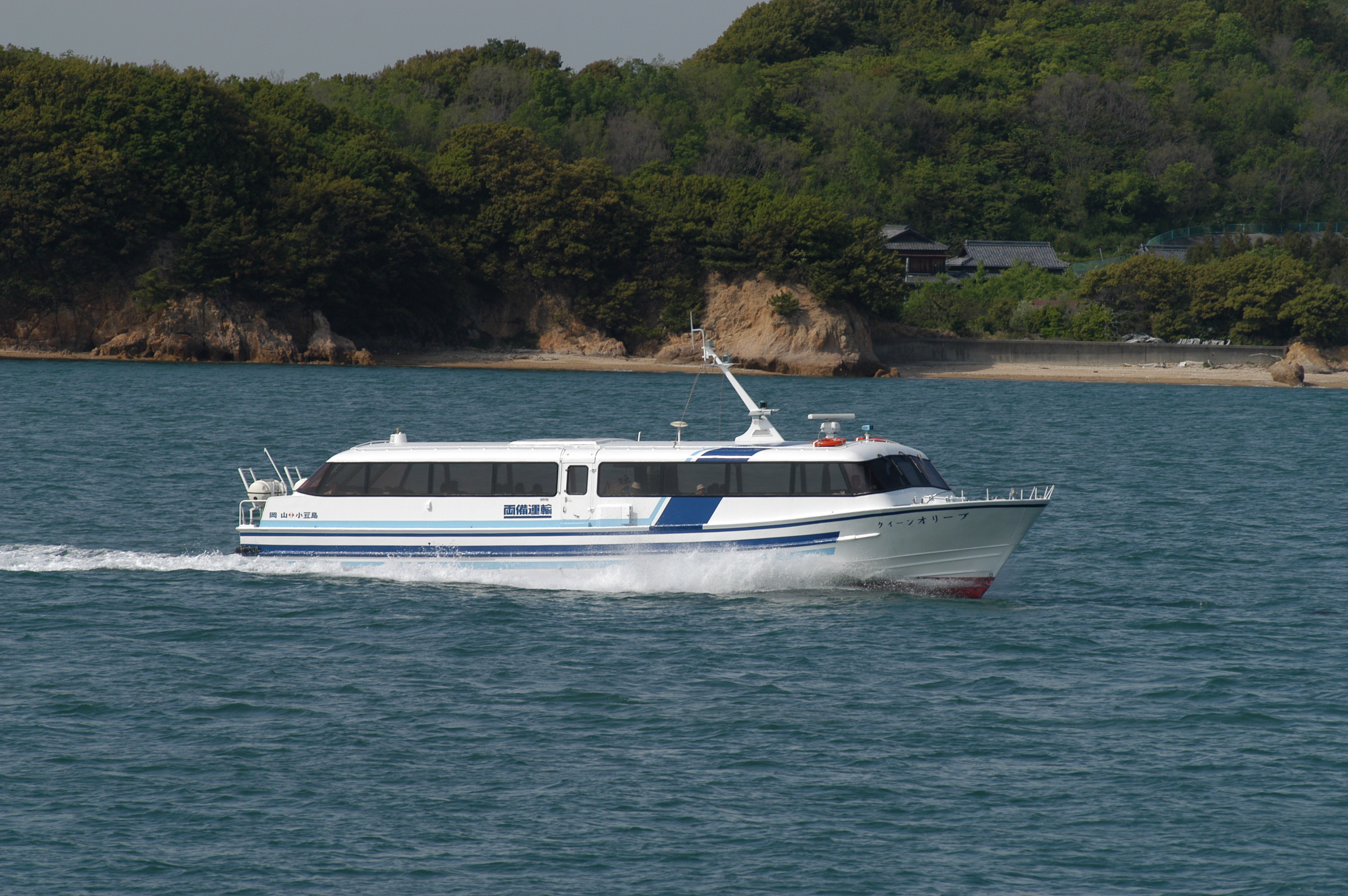
クイーンオリーブ (2004年4月)
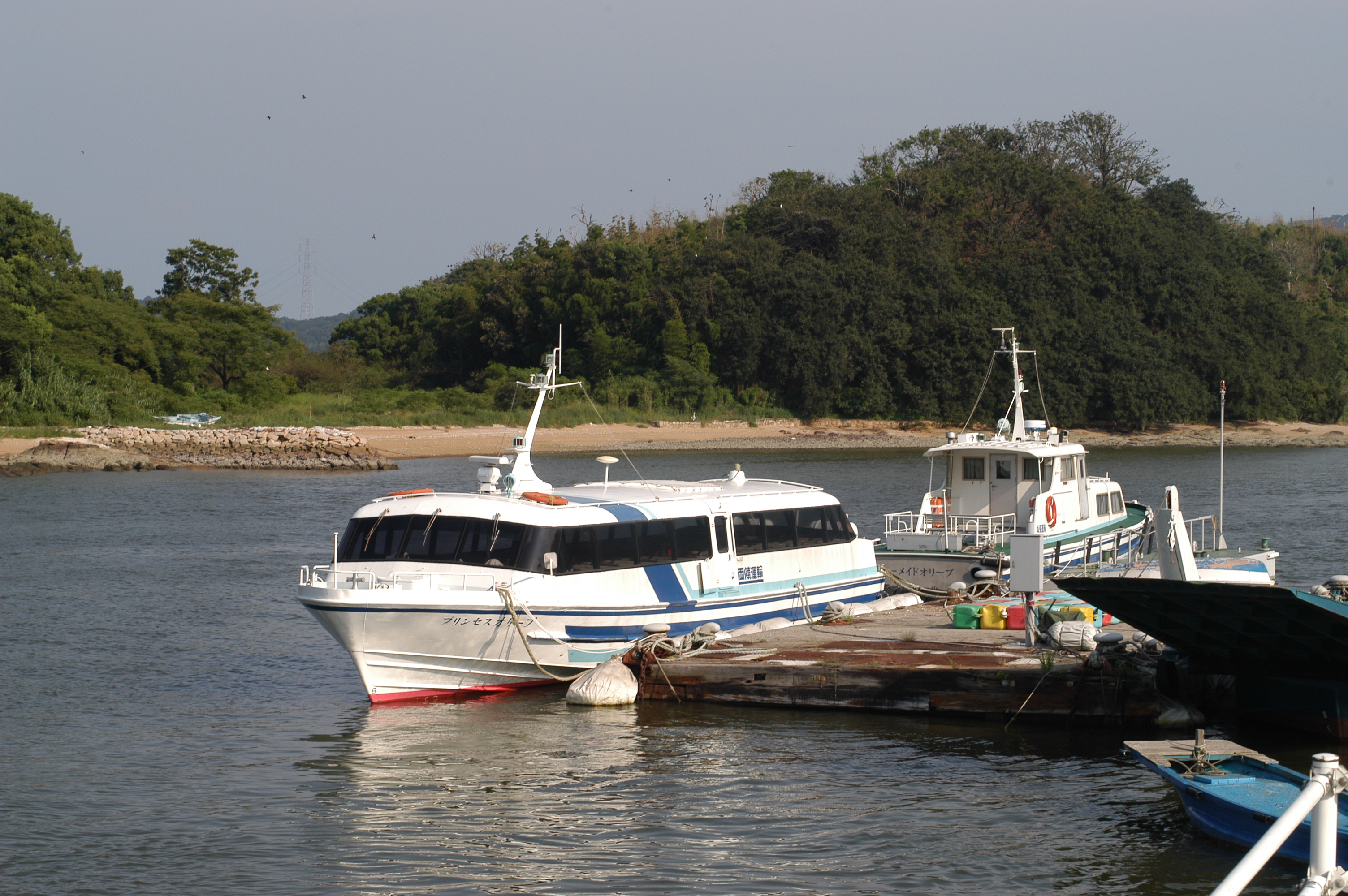
プリンセスオリーブとマーメイドオリーブ（2代） (2003年9月）

- きんぐおりいぶ[36]
1972年3月進水
71.73総トン、ディーゼル2基、機関出力1,248ps、航海速力24ノット、旅客定員80名。
くいんおりいぶ[37]
1973年2月竣工、三保造船所建造。
72.31総トン、登録長20.50m、型幅4.71m、型深さ2.19m、ディーゼル2基、出力1,248ps、航海速力24.00ノット、旅客定員89名。
マーメイドオリーブ（初代）[38]
1975年竣工、三保造船所建造。後年は瀬戸大橋観光船として使用され、1991年に宮古フェリーに売船[39]。
15総トン、登録長16.1m、型幅4.1m、型深さ1.7m、ディーゼル2基、出力650ps、航海速力25ノット、旅客定員52名。
プリンセスオリーブ[40]
1981年7月竣工、同月19日就航[41]。65.00総トン、登録長17.99m、型幅4.20m、出力910ps、航海速力24ノット[42]。
旅客定員94名。三保造船所建造。
クイーンオリーブ[40]
1981年11月竣工、同年12月1日就航[41]。64.95総トン、登録長18.17m、型幅4.20m、出力910ps、航海速力24ノット[42]。
旅客定員94名。三保造船所建造。
マーメイドオリーブ（2代）
18.00総トン、旅客定員20名、航海速力24ノット[13]。

- クイーンオリーブ
(2004年4月)
- プリンセスオリーブとマーメイドオリーブ（2代）
(2003年9月）

##### クルーズ客船

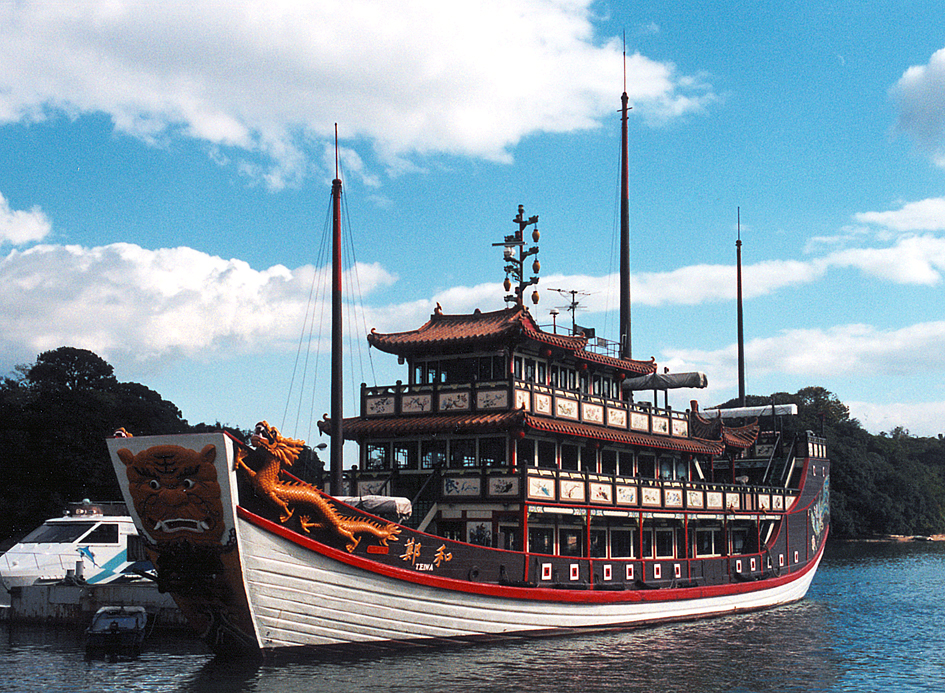
「明代宝船 鄭和」（土庄港にて）

- 御座船 備州
1986年7月21日竣工。486総トン。全長49.7m、幅11.0m、出力850ps、航海速力12.0ノット。旅客定員500名。神田造船所建造。
岡山藩主池田斎政が奉納した御座船の模型をモデルとした和風のデイクルーズ客船で、岡山を拠点に瀬戸大橋方面の周遊航路に就航[43]。その後は御座船 安宅丸として、東京湾を経て、2021年から神戸ベイクルーズで就航。
鄭和
1989年8月竣工。288総トン。全長43.4m、幅8.5m、出力650ps、航海速力10.0ノット。旅客定員300名。中国福建省漁輪修造廠建造。
中国明代の宝船をモチーフとしたデイクルーズ客船（木造船）で、岡山 - 牛窓 - 土庄に就航[44]。後年は博多湾観光汽船の博多湾クルーズで使用された。

#### 国際フェリー

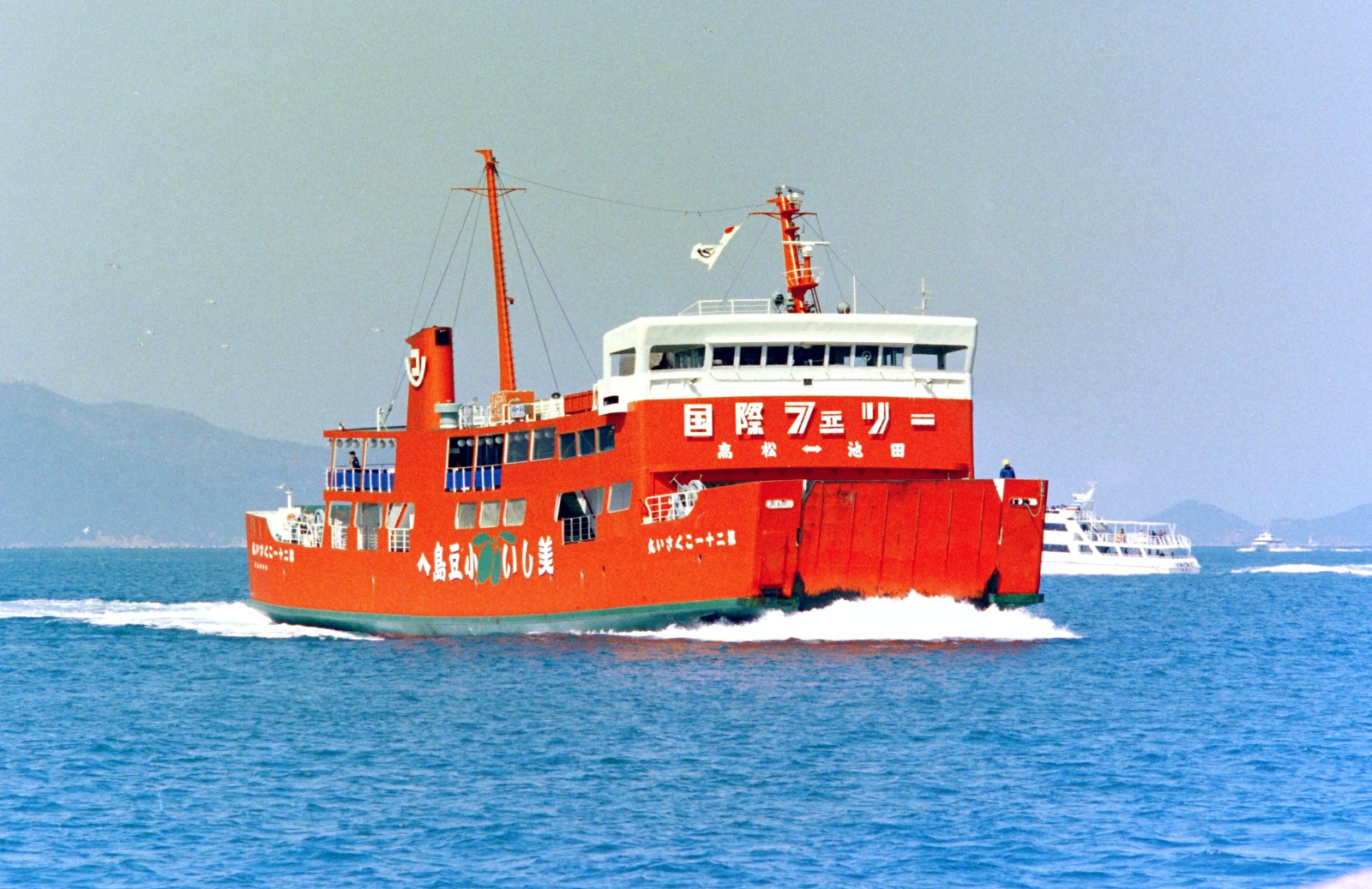
第二十一こくさい丸 (1988年3月)
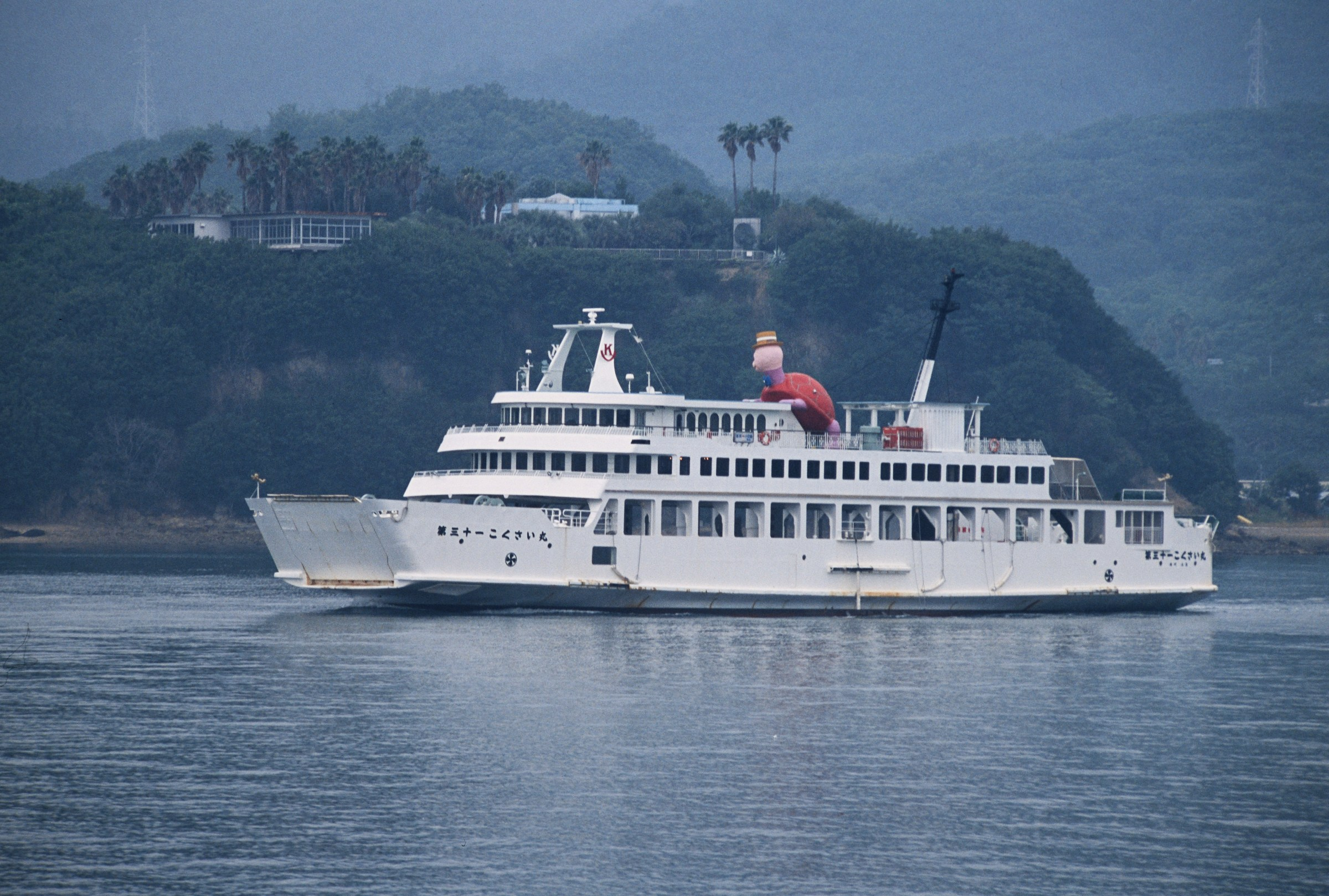
第三十一こくさい丸 (2003年6月)
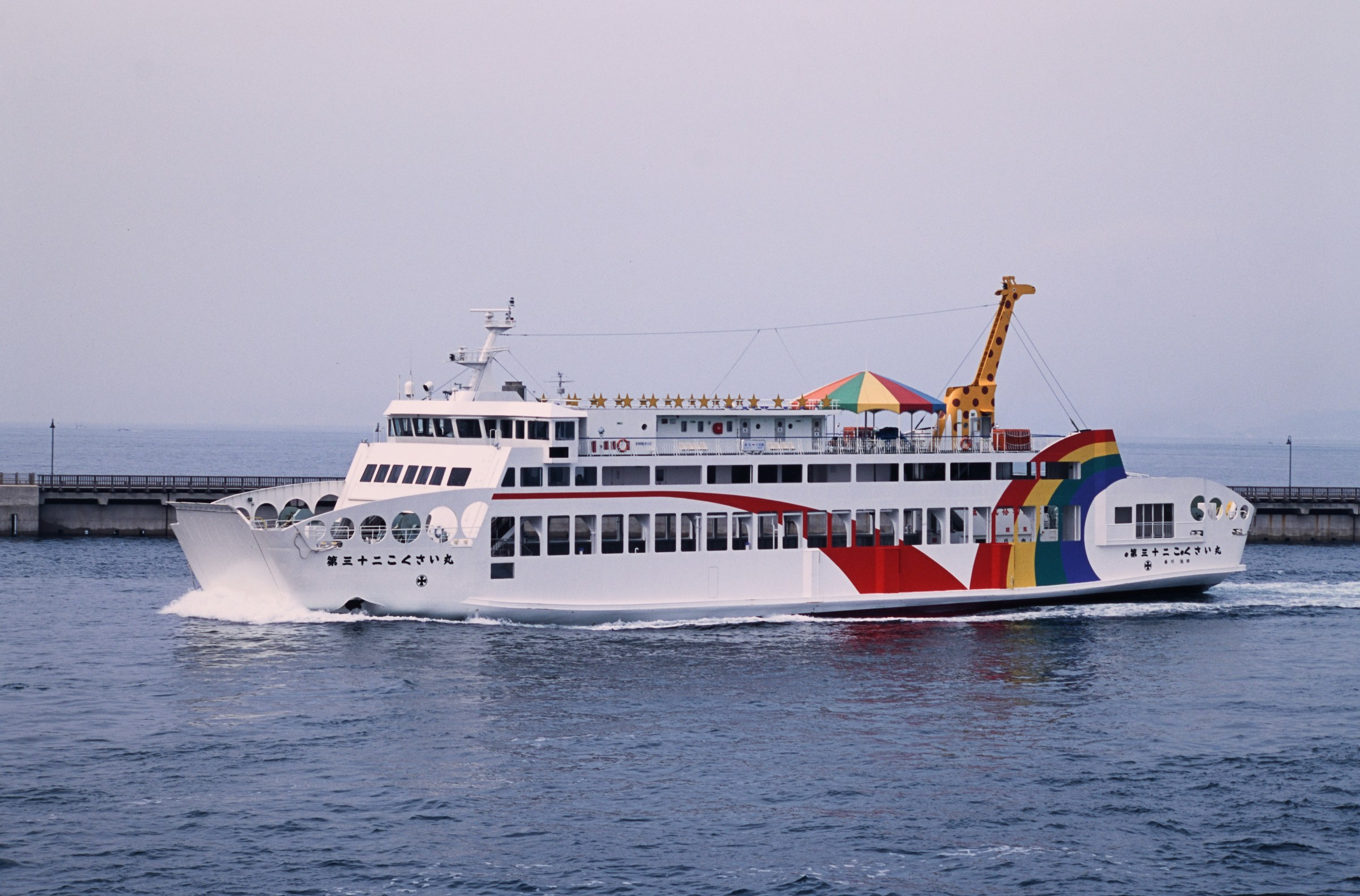
第三十二こくさい丸 (2003年1月)

- 第一こくさい丸（初代）[45]
1964年1月進水、岡山造船建造。貨物フェリーとして就航[46]。1972年売船[14]。
108.24総トン、登録長25.50m、型幅7.00m、型深さ2.40m、ディーゼル2基、機関出力180ps、航海速力8ノット。
旅客定員12名。
第三こくさい丸[45]
1965年7月進水、岡山造船建造。小豆島急行フェリーに用船され、当初高松 - 土庄航路に就航[46]、その後池田航路に転配[33]。1969年売船[14]。
133.23総トン、登録長25.60m、型幅7.00m、型深さ2.50m、ディーゼル2基、機関出力230ps、航海速力10ノット。
旅客定員154名[46]。
第八こくさい丸[47]
1969年5月竣工、松浦鉄工造船所建造。
199.69総トン、全長38.60m、型幅8.00m、型深さ2.99m、ディーゼル1基、機関出力900ps、航海速力12ノット。
旅客定員250名、トラック12台
1972年個人船主に売船、「第十八金風呂丸」に改名。
第十一こくさい丸（初代）
1972年8月竣工・就航。493.2総トン、全長52.5m、幅10.0m、出力2,000馬力、航海速力13.5ノット（最大14.5ノット）。
旅客定員421名。車両積載数：トラック（8t換算）21台。新浜造船建造。
1981年、関西急行フェリーに売船し、船名を「しわく丸」に変更。1991年、日本船舶明細書より削除。
第一こくさい丸（2代）
1976年5月竣工・就航。199.99総トン、全長35.3m、幅9.5m、出力600馬力、航海速力9.0ノット。
旅客定員50名。車両積載数：不明。伸和産業建造。
引退後個人事業主に売却され「蛭子丸」として笠岡－北木島豊浦間に就航。廃業に伴い廃船となる。
第二十一こくさい丸 (通称：ゾウ)
1981年10月竣工・就航。649.2総トン、全長54.8m、幅13.0m、出力2,800馬力、航海速力13.5ノット（最大14.0ノット）。
旅客定員490名。車両積載数：乗用車20台、トラック（8t換算）10台。藤原造船所建造。
1990年、四国汽船に売船し、船名を「なおしま」に変更。1997年、日本船舶明細書より削除。
第三十一こくさい丸 (通称：カメ)
1990年4月竣工、同年5月就航、2000年改装。905.0総トン、全長63.2m、幅14.7m、出力4,000馬力、航海速力16.5ノット（最大17.6ノット）。
旅客定員490名。車両積載数：乗用車60台、トラック（8t換算）22台。藤原造船所建造。
2007年、タイのseatran ferryに売船されseatran ferry7として運航されている。上に乗っていた亀は港近くの公園に置かれている。
第三十二こくさい丸（通称：キリン）
2001年10月竣工、同年11月就航。749総トン[19][23]、全長65.77m、幅14.7m、出力3,600馬力、航海速力15.0ノット（最大16.0ノット）。
旅客定員500名。車両積載数：乗用車70台。藤原造船所建造。
2021年、引退後すぐ韓国で改造し、フィリピンのサンタクララシッピング会社に売船されM/V DON EDUARDOとして運航されている

- 第二十一こくさい丸
(1988年3月)
- 第三十一こくさい丸
(2003年6月)
- 第三十二こくさい丸
(2003年1月)

## 乗り場とアクセス
- 高松港 - JR四国高松駅から北東へ、ことでん高松築港駅から北へ、それぞれ徒歩5分。
- 池田港（小豆島） - 小豆島オリーブバス 池田港または新池田港バス停下車。国道436号沿い（土庄港から約15分）。港には滑り台などが整備されている。

## 連携輸送
- かもめバス切符 - 岡山駅 - 新岡山港のバスとフェリー乗船券をセットにしたプラン。
- 小豆島縦断プラン - 当航路または瀬戸内観光汽船と国際フェリーを乗り継ぎ高松港へ行くことができるセットプラン。
- 小豆島周遊プラン - 当航路と瀬戸内観光汽船を乗り継ぐ新岡山港 - 日生港間のセットプラン。

### 関係会社
- 両備ホールディングス - グループ企業については、両備グループを参照
- オーキドホテル（香川県小豆郡土庄町甲5165番地216） - 土庄港にあるホテル
- 瀬戸内観光汽船（岡山県備前市日生町日生859番地） - 日生港と小豆島（大部港）を結ぶフェリーを運航 （2023年12月1日から運休） 。国際両備フェリーと瀬戸内観光汽船を通しで利用できるマイカー客向けの割引切符を設定している。
- 神戸ベイクルーズ（兵庫県神戸市中央区波止場町7番1号） - 神戸港を拠点に遊覧船2隻を運航。
- 津エアポートライン（三重県津市なぎさまち1番1号） - 津と中部国際空港を結ぶ高速船を運航。

## 事故
- 2019年12月29日12:50頃、第三十二こくさい丸(キリン)は高松港へ入港時に停止できず岸壁に衝突、右舷側船首付近の船体に穴が開く事故が発生した。浸水や油の流出はなかったが、乗客1名が負傷、岸壁も修理完了まで発着に支障が出た。
- 2022年5月5日午前9時頃、高松港の岸壁に停車中の同社のワンボックスカーが海中に転落。無人のため人的被害がなかったが、引き上げ作業のため岸壁の使用が停止された。

## 事件
- 2022年2月21日午前8時すぎ、小豆島の池田港から高松港に向かっていた第一こくさい丸(パンダ)の男子トイレに「爆弾がある。警察に連絡しろ。」というメモが見つかった。フェリーは高松港に着岸し、乗客80人を降ろしたあと、船員10人を避難させ、香川県警と高松海上保安部が船の中や船底などをおよそ２時間半捜索したが爆弾のようなものは見つからなかった。メモはA4のコピー用紙を3分の1程度に切ったものに、ボールペンによる手書きだったということで、威力業務妨害の疑いもあるとみて捜査している。折り返し池田港へ運航する予定だった高松港発午前8時32分の便と池田港発午前9時50分発の1往復2便が運休となった。